# Баденская революция (1848—1849)

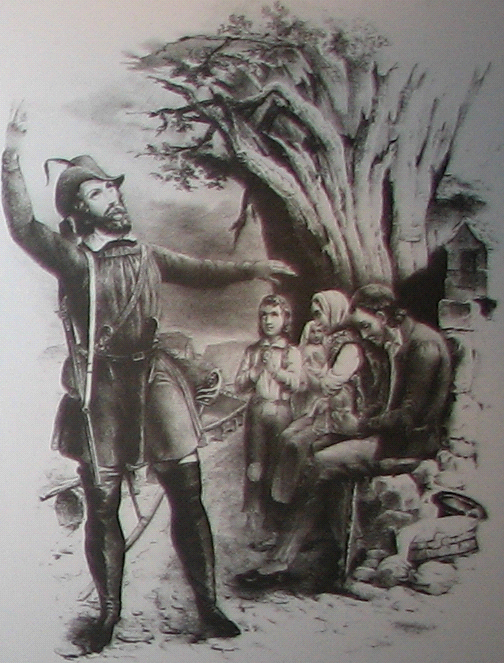
Фридрих Геккер произносит речь

Баденская револю́ция (1848—1849) — революционные события 1848—49 годов в Великом герцогстве Баден, часть революции 1848—1849 годов в Германии.

## Начало революции
После известия о февральской революции во Франции со всех концов Бадена стали приходить петиции, в которых формулировались четыре требования: свобода печати, суд присяжных, учреждение ландвера и национальное представительство. Правительство дало согласие как на эти желания, так и на требования, которые спустя несколько дней были внесены крайней левой стороной второй палаты и приняты собранием почти единогласно. Отмена исключительных законов, изданных союзным собранием, приведение войска к присяге на верность конституции, политическая равноправность всех вероисповеданий, ответственность министров, законная защита против злоупотреблений должностных лиц, отмена последних следов феодальных учреждений, преобразование системы налогов, отмена привилегированных судов, введение народного элемента в управление округами, содействие созыву германского парламента, независимость судей, удаление посланника при союзном сейме (Блиттерсдорфа) и трех министров (Трефурта, Регенауэра и Фрейдорфа) — таковы были требования, на которые правительство или немедленно изъявило свое согласие, или которым удовлетворило посредством внесения соответствующих законопроектов. Места выбывших министров были заняты людьми, известными либеральным образом мыслей. 
Большинство палаты и умеренная партия в стране после этого стала искренно на сторону правительства, но вскоре оказалось, что радикальная часть оппозиции не намерена останавливаться на упомянутых требованиях. В большом народном собрании в Оффенбурге (19 марта 1848 года) эта партия, вождями которой выступили Геккер и Струве, впервые сделала попытку узнать образ мыслей народных масс относительно республиканского движения. Страна покрылась сетью клубов, Фиклер агитировал в округе Боденского озера в пользу республики, а по другую сторону Рейна собирались отряды волонтеров с нескрываемой целью попытаться дать Германии республиканское устройство.

## Первое восстание

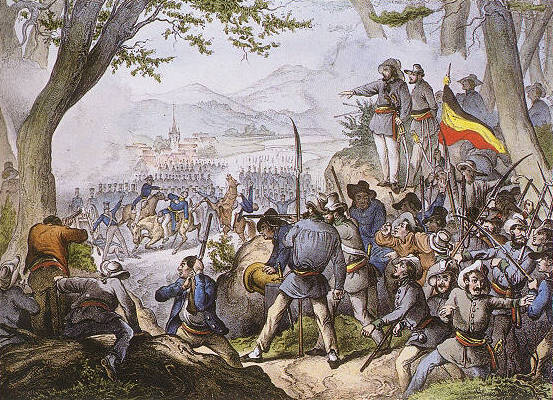
Бой при Кандерне

Поражение, которое республиканская партия потерпела в первом предварительном общегерманском парламенте побудило её составить план вооруженного восстания, а взрыв был ускорен арестом Фиклера 8 апреля; 12 апреля Геккер и Струве издали в Констанце открытое воззвание к вооруженному восстанию и приглашение собираться в Донауэшингене; но и правительство не оставалось бездеятельным, и так как верность баденских войск была весьма подозрительна, то оно призвало на помощь войска из соседних государств. В Баден вступил VIII армейский корпус Германского союза. Благодаря этому кончилась неудачей попытка, сделанная в Донауэшингене, затем следовало поражение, понесенное республиканцами 20 апреля при стычке между Кандерном и Шлехтенгаузом, в котором предводитель союзных войск, Фридрих Гагерн, пал жертвой своего мужества; далее следовало взятие Фрайбурга в результате штурма 24 апреля, которым овладели было отряды волонтёров, и наконец, сражение при Доссенбахе 27 апреля, в котором легион немецких рабочих Гервега был разбит наголову. 
Но и после окончательной неудачи этого восстания спокойствие в стране не могло быть восстановлено, пока в общем положении Германии не произошло перемены. Правительство и палаты продолжали готовить новый ряд законоположений в демократическом духе.

## Второе восстание или путч Струве
После начала восстания во Франкфурте 17-18 сентября 1848 года левые республиканцы, находившиеся в изгнании в Швейцарии призвали своих сторонников в Бадене присоединиться к этому восстанию. 21 сентября 1848 года Густав Струве с несколькими спутниками перешёл границу и двинулся в направлении Лёрраха, где вооруженные повстанцы уже во второй половине дня заняли важнейшие пункты города и арестовали правительственных чиновников. Струве прибыл в Лёррах около 18 часов вечера. С балкона ратуши он провозгласил Германскую республику. Он объявил военное положение. Все мужчины в возрасте от 18 до 40 лет, способные носить оружие, были призваны к оружию. Была реквизирована государственная казна.
В Шопфхайме Теодор Мёглинг вместе с Фридрихом Доллем сформировал второй отряд. Сотрудничество между двумя группами повстанцев было нарушено с самого начала. В конечном итоге, обе колонны (Струве и Мёглинга) должны были встретиться в Хорбене под Фрайбургом, чтобы взять город. 23 сентября колонна Струве двинулась из Лёрраха через Кандерн и Шлинген на Мюльхайм и Штауфен, где была разбита 24 сентября подоспевшими правительственными войсками и рассеялась. Другие повстанческие отряды также рассеялись, а их лидеры бежали в Швейцарию. Струве также бежал со своей женой Амалией и был захвачен в Вере 25 сентября, а затем предан суду и приговорён к восьми годам тюремного заключения за попытку государственной измены, которое было заменено пятью годами и четырьмя месяцами одиночного заключения.

## Третье восстание
Вместе с окончательной выработкой германского имперского уложения 28 марта 1849 года, в положении германских дел наступил решительный кризис. Баденское правительство и вторая палата с самого начала стояли на стороне германского национального собрания. Великий герцог баденский первый сделал заявление (в январе 1849 года), в котором выражена готовность к принесению жертв для национального дела, и когда положение о союзном государстве с предоставлением прусскому королю императорской короны было уже готово, Баден первый подал пример добровольного призвания нового государственного устройства. Даже после того как Пруссия отвергла императорскую корону и конституцию, Баден остался верен уложению 28 марта. 

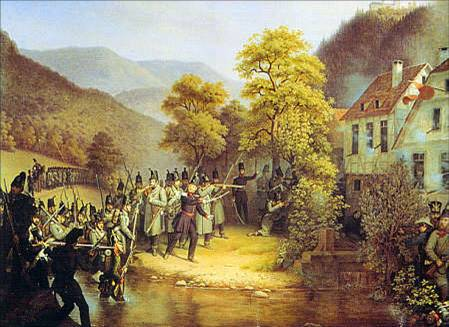
Бой в Гернсбахе 29 июня 1849 года, картина Франца Серафа Штирнбранда

Затем последовал разрыв между Пруссией и германским парламентом; движение в пользу общеимперской конституции превратились на Эльбе и на Рейне в открытые восстания; все революционные элементы, как внутри страны, так и за границей, готовились с начала мая к насильственному перевороту. Между баденскими войсками вспыхнули беспорядки. Самый сильный их взрыв был в Раштатте, но везде (в Леррахе, Фрайбурге, Брухзале, Карлсруэ) брожение началось почти одновременно. Под влиянием этих событий революционное движение стало быстро распространяться. Комитет земских депутатов (Landesausschuss), состоявший из предводителей демократических клубов, между которыми такие люди, как Брентано и Фиклер, могли считаться ещё умеренными, приняло на себя руководство революционным движением. 

Между тем, солдатский бунт, вспыхнувший в Карлсруэ в ночь с 13 на 14 мая, принудил двор и правительство покинуть столицу и спасаться бегством через Гермерсгейм и Лаутербург в Эльзас. Таким образом революционная партия без боя захватила в свои руки правительственную власть; образовавшаяся тотчас же исполнительная комиссия (Брентано, Гегг, Петер, Эйхфельд) разделила между собой портфели министров. 

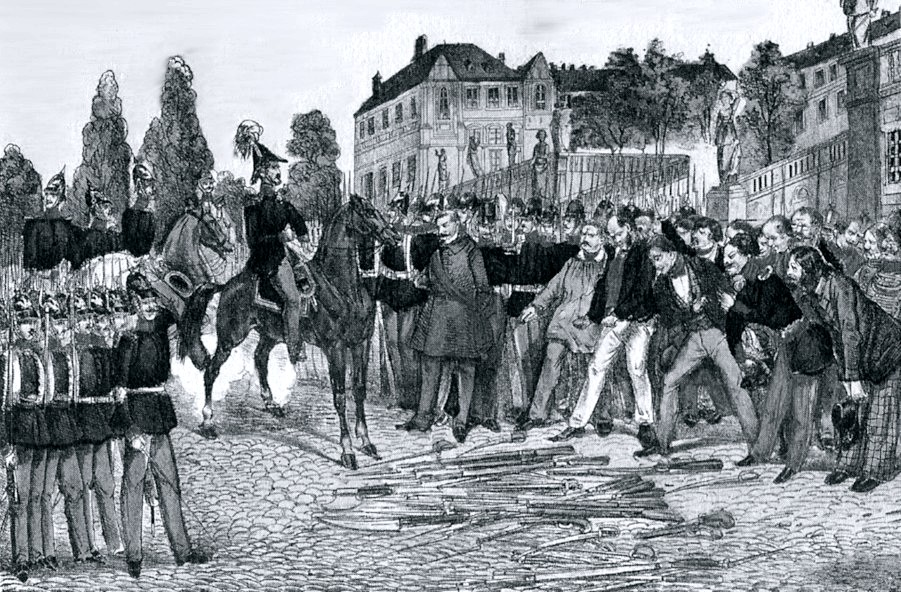
Капитуляция революционеров в Раштатте 23 июля 1849 года

Великий герцог обратился к Пруссии с просьбой о помощи, так как союзная власть не могла доставить достаточного числа войск, и вскоре вокруг Бадена собрались военные силы, достаточные для подавления мятежа. К Неккару был двинут, под начальством Пейкера, армейский корпус, за которым шла прусская дивизия под начальством Гребена, между тем как на левом берегу Рейна большие отряды войска приближались к пфальцским границам. 
Призвание Мерославского к главному начальствованию над революционной армией не могло принести пользы при раздорах, господствовавших в среде народных вождей, и при бездеятельности населения, хотя нельзя отрицать, что он сумел скрепить связь между войсками и ввести более единства в стратегических движениях. Так, 15 и 16 июня он довольно искусно и не без успеха защищал неккарскую линию против союзной армии, но не мог помешать занятию Пфальца пруссаками и переходу их 20 июня при Гермерсгейме через Рейн. Он сделал попытку 21 июня с превосходящими силами атаковать при Вагхойзеле перешедшую через Рейн прусскую колонну и отбросил её к Филиппсбургу, но после полудня другая дивизия после короткого боя у Визенталя нанесла другой части революционной армии (командующий Франц Зигель) полное поражение. 
Между тем Пейкер со своим армейским корпусом проник через Оденвальд до верхнего Неккара, но при Зинсхайме бежавшей революционной армии удалось уйти от его преследования; прусская дивизия под начальством Гребена перешла через нижний Неккар; 25 июня пруссаки после упорного боя при Дурлахе вступили в Карлсруэ; 29—30 июня революционная армия после упорного боя при Гернсбахе покинула линию Мурга. 10 и 11 июля последние бежавшие отряды революционеров вступили на швейцарскую территорию; 23 июля капитулировал  Раштатт.
Великий герцог ещё до возвращения из бегства уволил в отставку правительство Бекка и назначил правительство Клюбера, Маршалля, Регенауэра, Штабеля и Роггенбаха. Первым вынужденным необходимостью делом нового правительства было объявление страны в осадном положении, предание суду главных участников восстания и возбуждение исполинского процесса против виновников и участников революции. Суд постановил до 30 смертных приговоров, которые и были приведены в исполнение. 
Члены нового правительства были настолько благоразумны, что не согласились признать основой нового порядка отмену конституции. Страна быстрее, чем можно было думать, залечила раны, нанесенные ей революцией.